# 比奇超级空中国王
比奇空中国王家族是比奇飞机公司所生产的双螺旋桨飞机系列中的一员。空中国王200型和空中国王300型系列最初以“ 超级空中国王”名称销售。1996年，“超级”一词被删去。其与空中国王90和100系列一起形成了空中国王系列。
比奇空中国王公司当前提供空中国王250以及350等型号。350ER可供政府，军事和商业客户用于特殊任务操作，例如航空测量，空中救护，飞行检查和监视。
自1974年以来，“超级空中国王”系列一直持续生产，是同类飞机中民航涡轮螺旋桨飞机中生产时间最长的。